# Кутузов, Михаил Сергеевич
Михаил Сергеевич Кутузов (22 июня 1960) — советский и российский футболист, нападающий и полузащитник.

## Биография
Воспитанник ДЮСШ «Ока» (Коломна). На взрослом уровне начал выступать за родную команду в 1977 году, неоднократно становился победителем и призёром первенства Московской области.
В команды мастеров впервые попал в 25-летнем возрасте, выступал во второй лиге за торпедовские коллективы из Тольятти и Кокчетава. Вернувшись в Коломну, стал в 1988 году победителем зонального турнира первенства КФК РСФСР и следующие три сезона играл со своим клубом во второй лиге.
После распада СССР вернулся в Кокчетав, но выступал уже за другой клуб — «Зенит» («Ажар»). Первый гол в высшей лиге Казахстана забил 22 июня 1992 года в ворота «Булата», а всего стал автором 7 голов в 30 матчах и лучшим бомбардиром своего клуба. Однако команда выступила неудачно, заняв предпоследнее место в чемпионате.
В 1993 году футболист вернулся в Россию, в дальнейшем выступал на любительском уровне.